# Эстонский (Ульяновская область)
Эстонский — упразднённый хутор в Барышском районе Ульяновской области России. Входил в состав Ляховского сельского поселения.

## География
Хутор находится в западной части Ульяновской области, в лесостепной зоне, в пределах Приволжской возвышенности, вблизи озера Крячек, на расстоянии примерно 11 километров (по прямой) к северо-востоку от села Беликово.

## История
Исключен из учётных данных в 2002 году постановлением заксобрания Ульяновской области от 10.12.2002 г. № 066-ЗО

## Население
С 1993 года постоянное население отсутствовало